# Paradiacantha marginata
Paradiacantha marginata är en insektsart som först beskrevs av Brunner von Wattenwyl 1893.  Paradiacantha marginata ingår i släktet Paradiacantha och familjen Diapheromeridae. Inga underarter finns listade i Catalogue of Life.